# Kim Andersson
Kim Andersson (Kävlinge, 21 de agosto de 1982) é um handebolista profissional sueco, medalhista olímpico.
Ele participou da Seleção Sueca, que conquistou a medalha de prata nos Londres 2012.